# Dance Dance Danseur
Dance Dance Danseur (ダンス・ダンス・ダンスール, Dansu dansu dansūru) est un seinen manga de George Asakura, prépublié dans le magazine Big Comic Spirits depuis septembre 2015 et publié par l'éditeur Shōgakukan en volumes reliés.
Une adaptation en série d'animation de onze épisodes produite par MAPPA est diffusée au Japon entre le 9 avril 2022 et le 18 juin 2022.

## Personnages
Junpei Murao (村尾 潤平, Murao Junpei)
Voix japonaise : Daiki Yamashita
Ruō Mori (森 流鶯, Mori Ruō)
Voix japonaise : Koki Uchiyama
Miyako Godai (五代 都, Godai Miyako)
Voix japonaise : Kaede Hondo
Misaki Yasuda (安田 海咲, Yasuda Misaki)
Voix japonaise : Kōhei Amasaki
Yamato Takura (田倉 大和, Takura Yamato)
Voix japonaise : Koutaro Nishiyama (en)
Natsuki Oikawa (生川 夏姫, Oikawa Natsuki)
Voix japonaise : Misato Fukuen
Kotobuki Himenokōji (姫乃小路 寿, Himenokōji Kotobuki)
Voix japonaise : Jun Inoue

## Manga
Dance Dance Danseur, scénarisé et dessiné par George Asakura, commence sa prépublication dans le Big Comic Spirits, magazine seinen de Shōgakukan, le 14 septembre 2015. La série est publiée au format tankōbon par Shōgakukan avec un premier volume sorti le 12 février 2016. 30 volumes sont sortis au 12 mai 2025.

## Série d'animation

logo original de lanime.

En avril 2021, une adaptation en série d'animation est annoncée. La série est produite par MAPPA et réalisée par Munehisa Sakai (en), avec Yoshimi Narita au scénario, Hitomi Hasegawa au chara design et Michiru en tant que compositeur de la musique,. La série est diffusée entre le 9 avril et le 18 juin 2022 sur la tranche horaire Super Animeism sur MBS, TBS et d'autres chaînes,. Le générique d'ouverture, Narihibiku Kagiri, est interprété par Yuki et le générique de fin, Kaze, Hana, par Hitorie.
Disney+ obtient les droits exclusifs de diffusion en streaming sur Star au Japon. Crunchyroll obtient la licence de la série hors Asie. Medialink (en) obtient la licence de la série pour l'Asie du Sud-Est et la diffuse sur Disney+.

### Liste des épisodes
| No | Titre en français                   | Titre original                                                                    | Date de 1re diffusion |
| -- | ----------------------------------- | --------------------------------------------------------------------------------- | --------------------- |
| 1  | Le ballet, c'est pas pour moi !     | やるわけねーだろ、バレエなんて！ Yaru Wake nē Daro, Barē Nante!                   | 9 avril 2022          |
| 2  | C'est mort, on sera jamais potes !  | これはっ……友達になれないタイプだっ！ Kore wa...... Tomodachi ni Narenai Taipu da! | 16 avril 2022         |
| 3  | C'est quoi, être un homme ?         | 男らしいって、なんだ？ Otokorashiitte, Nanda?                                     | 23 avril 2022         |
| 4  | J'ai le droit de danser, quoi !     | 俺、もうバレエ踊っていいんだッ、ぜっ Ore, Mō Barē Odotte Iin da, ze               | 30 avril 2022         |
| 5  | Je mourrai pas !                    | 死ね、ねーだろっ Shine, nē Daro                                                   | 7 mai 2022            |
| 6  | Pourquoi je fais du ballet, moi ?   | 俺、なんでバレエやってんだ？ Ore, Nande Barē Yatten da?                           | 14 mai 2022           |
| 7  | Rah, non, la honte !                | ひぃ〜、もうっ、恥っ Hī, Mō, Hazu                                                 | 21 mai 2022           |
| 8  | Encore une fois !                   | あ―もっかいやりてぇーっ！！ Ā Mokkai Yaritē!!                                     | 28 mai 2022           |
| 9  | Moi aussi, je veux m'améliorer !    | 俺だって、もっと上手くなりてぇんだよっ！ Ore Datte, Motto Umaku Naritēn da yo!    | 4 juin 2022           |
| 10 | Miyako doit rester à ses côtés      | 都は、あいつの側に……いてやんなきゃ Miyako wa, Aitsu no Soba ni......Ite Yannakya  | 11 juin 2022          |
| 11 | Je crois bien que j'aime le ballet. | あ、俺、クラシックバレエ、好きかも A, Ore, Kurashikku Barē, Suki ka mo            | 18 juin 2022          |

## Accueil
Dance Dance Danseur fait partie des oeuvres recommandées par le jury du 23e Japan Media Arts Festival en 2020.
En juin 2022, la série compte 2,3 millions d'exemplaires vendus.